# Districte de Louny
El districte de Louny (en txec Okres Louny) és un districte de la regió d'Ústí nad Labem, a la República Txeca. La capital és Louny.

## Llista de municipis
Bitozeves -
Blatno -
Blažim -
Blšany -
Blšany u Loun -
Brodec -
Břvany -
Čeradice -
Černčice -
Chlumčany -
Chožov -
Chraberce -
Cítoliby -
Deštnice -
Dobroměřice -
Domoušice -
Holedeč -
Hříškov -
Hřivice -
Jimlín -
Koštice -
Kozly -
Krásný Dvůr -
Kryry -
Lenešice -
Libčeves -
Liběšice -
Libočany -
Libořice -
Lipno -
Lišany -
Líšťany -
Louny -
Lubenec -
Měcholupy -
Nepomyšl -
Nová Ves -
Nové Sedlo -
Obora -
Očihov -
Opočno -
Panenský Týnec -
Peruc -
Petrohrad -
Pnětluky -
Počedělice -
Podbořanský Rohozec -
Podbořany -
Postoloprty -
Raná -
Ročov -
Slavětín -
Smolnice -
Staňkovice -
Toužetín -
Tuchořice -
Úherce -
Velemyšleves -
Veltěže -
Vinařice -
Vrbno nad Lesy -
Vroutek -
Vršovice -
Výškov -
Zálužice -
Žatec -
Zbrašín -
Želkovice -
Žerotín -
Žiželice